# Emil A. Lingheim
Emil A. Lingheim, född Oskar Emil Anton Pehrsson den 31 maj 1898 i Klagstorp, Skåne, död den 21 mars 1984 i Staffanstorp, var en svensk fotograf, laboratoriechef, ljudingenjör och filmregissör.
Lingheim anställdes till en början som ljudtekniker hos Europafilm där han fick smeknamnet Ljud-Pelle men blev efter något år regissör.  

## Filmografi

### Regi
Långfilmer
- 1938 – Baldevins bröllop
- 1939 – Skanör-Falsterbo
- 1939 – Kalle på Spången
- 1940 – En sjöman till häst
- 1940 – Blyge Anton
- 1941 – Soliga Solberg
- 1942 – Sol över Klara
- 1942 – Stinsen på Lyckås
- 1944 – Kärlekslivets offer
- 1948 – Glada paraden
- 1950 – Pimpernel Svensson
- 1951 – Greve Svensson
- 1953 – Kungen av Dalarna

Kortfilmer
- 1934 – Bland karpar och foreller
- 1936 – Vi läser historia
- 1937 – Sol över svenska bygder
- 1939 – Peter Kreuder spelar Peter Kreuder Del 1
- 1940 – Peter Kreuder spelar Peter Kreuder Del 2
- 1942 – Tandberg-Musina
- 1944 – Landsbygdens framtid
- 1945 – Vad månde bliva ...
- 1947 – Tidningar
- 1948 – Stockholm i alla väder
- 1949 – Labrandra
- 1950 – Med folket för fosterlandet
- 1951 – Välkommen ombord
- 1952 – Kreta
- 1955 – Land du välsignade

### Filmfoto (urval)
- 1932 – Ett skepp kommer lastat

### Produktionsledare
- 1955 – Janne Vängman och den stora kometen

### Roller
- 1939 – Skanör-Falsterbo
- 1940 – En sjöman till häst

### Fotnoter
1. ↑  ”Emil A. Lingheim”. Svensk Filmdatabas. http://sfi.se/sv/svensk-filmdatabas/Item/?type=PERSON&itemid=67429. Läst 20 mars 2013.